# آخرین سند
آخرین سند نام یک مجموعهٔ تلویزیونی ایرانی به کارگردانی «رضا گنجی» است که در سال ۱۳۷۱ تولید و از شبکه ۱ پخش گردید.

## خلاصه داستان
جوانی تصمیم گرفته‌است خانواده را رها کند و به خارج مهاجرت کند، اما فداکاری‌های همسر و خانواده‌اش، او را از این تصمیم منصرف می‌کند.

## بازیگران و عوامل تولید

### بازیگران
- نیکو خردمند
- نسرین مقانلو
- اسماعیل خلج
- بیوک میرزایی
- منصور والامقام
- مرتضی احمدی
- محمد عمرانی
- خسرو فرخزادی
- فرج‌الله گل‌سفیدی

### عوامل تولید
- کارگردان: رضا گنجی
- فیلمنامه: صدرالدین شجره (بر اساس طرحی از علی‌اکبر محلوجیان)
- مدیر فیلمبرداری: مجتبی رحیمی
- تدوین: شیرین وحیدی
- موسیقی: رسول نجفیان
- طراح لباس و دکور: شهلا فرشچی
- دستیاز طراح دکور: مریم صدیق
- چهره‌پردازان: اصغر همت، حوری خواه طالقانی
- مدیر تولید: ایرج سرباز
- تهیه‌کننده: اصغر زائری
- فرمت تصویر: ۱۶ میلیمتری
- تعداد قسمت‌ها: ۴ قسمت
- محصول: گروه اجتماعی شبکه ۱
- سال تولید: ۱۳۷۱